# Evektion
Die Evektion (lat. evehere, evectum: hinausführen, hinausfahren) bezeichnet in der himmelsmechanischen Mondtheorie eine periodische Störung der Mondbahn.

## Entdeckung
Bereits im Altertum war bekannt, dass der Mond seine Bahn nicht mit gleichmäßiger Winkelgeschwindigkeit durchläuft. So schwankt die Position des Mondes mit einer Periode von 27,55 Tagen, dem anomalistischen Monat, um etwa ± 6,3 Grad gegenüber der mittleren Position. Diese durch die Ellipsenform der Mondbahn verursachte Differenz wird Große Ungleichheit bzw. Mittelpunktsgleichung genannt und wurde später von Kepler durch das zweite keplersche Gesetz im Rahmen des Zweikörperproblems erklärt. Der griechische Astronom Ptolemäus bemerkte in seinem berühmten Werk Almagest (und zitiert dabei seinerseits Hipparchos), dass es eine weitere Abweichung von der gleichmäßigen Bewegung gibt, die mit ± 1,27 Grad deutlich kleiner ist und eine Periode von 31,8 Tagen aufweist. Diese zweite Abweichung wird als Evektion bezeichnet.
Der Name geht auf Ismael Boulliau zurück, welcher in seiner „Astronomia Philolaica“ (1645) versuchte, die zweite Abweichung der Mondbewegung durch eine „evectio“ genannte periodische Bewegung des freien Brennpunkts der Mondbahnellipse zu beschreiben.

## Berechnung
Wäre das Erde-Mond-System ein isoliertes Zweikörpersystem, so würde die Große Ungleichheit die Position des Mondes bereits mit hoher Genauigkeit erklären. Diese Annahme ist allerdings keineswegs gerechtfertigt; insbesondere die Sonne beeinflusst das Erde-Mond-System und führt zu Abweichungen von der elliptischen Mondbahn, wie sie aus den keplerschen Gesetzen folgt. Im Rahmen einer Störungstheorie kann man diese Abweichungen berechnen, indem man annimmt, dass die Bahnelemente des Mondes durch den Einfluss der Sonne zeitlichen Veränderungen unterliegen. Während die Lage des Perigäums und des aufsteigenden Knotens durch die Störung linear in der Zeit „wandern“ (sog. säkulare Störungen), unterliegen alle anderen Bahnelemente und insbesondere Große Halbachse, numerische Exzentrizität und Bahnneigung periodischen Störungen, die von der ekliptikalen Länge des Mondes λm und der Sonne λs abhängen. Ein spezieller Störterm zeigt, dass die numerische Exzentrizität der Mondbahn sich um einen Summanden ändert, der proportional zu {\displaystyle \cos(\lambda _{s}-2\lambda _{m}+\Pi )} ist, wobei Π die mittlere säkulare ekliptikale Länge des Perigäums bezeichnet. Ein anderer Term ändert die Lage des Perigäums proportional zu {\displaystyle \sin(\lambda _{s}-2\lambda _{m}+\Pi )}. Diese Störungen führen zu einer Änderung der ekliptikalen Länge des Mondes in erster Näherung um den Summanden:
{\displaystyle \Delta \lambda _{m}={\frac {15}{4}}\mu e_{m}\sin(\lambda _{s}-2\lambda _{m}+\Pi ),}
wobei em ≈ 0,0549 die mittlere numerische Exzentrizität der Mondbahn und μ = ωs/ωm ≈ 0,075, das Verhältnis von siderischem Monat zu siderischem Jahr ist.
Diese erste Näherung liefert mit einer Amplitude von nur etwa 0,88 Grad nur eine grobe Abschätzung. Genauere Analyse zeigt, dass die Amplitude
{\displaystyle \Delta \lambda _{m}^{\textit {max}}=e_{m}\left({\frac {15}{4}}\mu +{\frac {263}{16}}\mu ^{2}+{\frac {48217}{708}}\mu ^{3}+{\frac {1880537}{9216}}\mu ^{4}\right)+{\mathcal {O}}(\mu ^{5})\approx 1{,}27^{\circ }} beträgt.
Die Periode der Störung ergibt sich aus
{\displaystyle P={\frac {2\pi }{(2-c)\omega _{m}-2\omega _{s}}}\approx 31{,}8{\text{ Tage}},}
wobei c≈0,992 ein von μ abhängiger Korrekturfaktor ist.
Wichtig im Vergleich zu anderen Störungen der Mondbahn (Variation, jährliche und parallaktische Ungleichheit etc.) ist die Proportionalität zur numerischen Exzentrizität der Mondbahn, die die Evektion mit der Großen Ungleichheit gemein hat. Da die hier vorgestellte Berechnung im Prinzip auch für Monde anderer Planeten Gültigkeit besitzt, wird sie relevant für Monde mit großer Exzentrizität und großem Frequenzverhältnis μ. Allerdings sieht man schnell, dass μ bei allen anderen großen Monden des Sonnensystems sehr viel kleiner ist als beim Erdmond (≈ 1/13). Der Jupitermond Kallisto hat ein Verhältnis von ≈ 1/260, durch die geringere Exzentrizität von etwa 0,007 ist der Effekt aber nicht einmal 1 % der Größe beim Erdmond. Beim Saturnmond Iapetus ist μ ≈ 1/135 und die Exzentrizität ist etwa 0,3, so dass bei diesem Mond der Effekt etwa halb so groß wie beim Erdmond ist. Allerdings sind bei den großen Monden der Gasplaneten Störungen durch die Abplattung des Zentralplaneten und Störungen durch Nachbarplaneten ungleich relevanter.